# 50 m stylem dowolnym na Mistrzostwach Europy w Pływaniu na krótkim basenie 2000
50 m stylem dowolnym mężczyzn – jedna z konkurencji rozgrywanych podczas Mistrzostw Europy w Pływaniu na krótkim basenie 2000. Konkurencja została rozegrana 14 grudnia 2000, wzięło w niej udział 27 zawodników z 17 państw.
Mistrzem Europy został reprezentujący Szwecję Stefan Nystrand. Drugie miejsce zajął Brytyjczyk Mark Foster, zaś na trzecim miejscu uplasował się Ołeksandr Wołyniec reprezentujący Ukrainę.

## Terminarz
| Data       | Godzina |            |
| ---------- | ------- | ---------- |
| 14 grudnia | 9:07    | Eliminacje |
| 14 grudnia | 16:14   | Półfinały  |
| 14 grudnia | 17:33   | Finał      |

## Rekordy
| Rekord                   | Zawodnik      | Narodowość        | Czas  | Miejsce     | Data            |
| ------------------------ | ------------- | ----------------- | ----- | ----------- | --------------- |
| Rekord świata            | Anthony Ervin | Stany Zjednoczone | 21,21 | Minneapolis | 23 marca 2000   |
| Rekord Europy            | Mark Foster   | Wielka Brytania   | 21,31 | Sheffield   | 13 grudnia 1998 |
| Rekord mistrzostw Europy | Mark Foster   | Wielka Brytania   | 21,31 | Sheffield   | 13 grudnia 1998 |

## Wyniki

### Eliminacje[1]

#### Wyścig 1
| Pozycja | Tor | Zawodnik            | Narodowość | Czas  | Uwagi |
| ------- | --- | ------------------- | ---------- | ----- | ----- |
| 1.      | 4   | Wiaczesław Szyrszow | Ukraina    | 22,20 | q     |
| 2.      | 5   | Anton Naumenko      | Białoruś   | 23,57 |       |
| 3.      | 3   | Tero Raty           | Finlandia  | 23,65 |       |

#### Wyścig 2
| Pozycja | Tor | Zawodnik           | Narodowość | Czas  | Uwagi |
| ------- | --- | ------------------ | ---------- | ----- | ----- |
| 1.      | 4   | Stefan Nystrand    | Szwecja    | 22,05 | q     |
| 2.      | 5   | Christophe Buehler | Niemcy     | 22,37 | q     |
| 3.      | 1   | Karel Novy         | Szwajcaria | 22,40 | q     |
| 4.      | 3   | Pedro Silva        | Portugalia | 22,80 |       |
| 5.      | 6   | Lorenzo Vismara    | Włochy     | 22,86 |       |
| 6.      | 7   | Claes Andersson    | Szwecja    | 22,93 |       |
| 7.      | 2   | Michał Sapon       | Polska     | 22,97 |       |
| 8.      | 8   | Danil Haustov      | Estonia    | 23,08 |       |

#### Wyścig 3
| Pozycja | Tor | Zawodnik            | Narodowość | Czas  | Uwagi |
| ------- | --- | ------------------- | ---------- | ----- | ----- |
| 1.      | 4   | Bartosz Kizierowski | Polska     | 22,22 | q     |
| 2.      | 5   | Thomas Winkler      | Niemcy     | 22,32 | q     |
| 3.      | 3   | Peter Mankoc        | Słowenia   | 22,35 | q     |
| 4.      | 1   | Pavel Lagoun        | Białoruś   | 22,53 | q     |
| 5.      | 6   | Denis Pimankow      | Rosja      | 22,67 | q     |
| 6.      | 7   | Eduard Lorente      | Hiszpania  | 22,77 |       |
| 7.      | 2   | Dennis Rijnbeek     | Holandia   | 22,82 |       |
| 8.      | 8   | Martin Verner       | Czechy     | 23,10 |       |

#### Wyścig 4
| Pozycja | Tor | Zawodnik           | Narodowość      | Czas  | Uwagi |
| ------- | --- | ------------------ | --------------- | ----- | ----- |
| 1.      | 5   | Ołeksandr Wołyniec | Ukraina         | 22,19 | q     |
| 2.      | 1   | Duje Draganja      | Chorwacja       | 22,42 | q     |
| 3.      | 4   | Mark Foster        | Wielka Brytania | 22,46 | q     |
| 3.      | 2   | Ivo Benda          | Czechy          | 22,46 | q     |
| 5.      | 6   | Indrek Sei         | Estonia         | 22,52 | q     |
| 6.      | 7   | Ewout Holst        | Holandia        | 22,55 | q     |
| 7.      | 3   | Stephan Kunzelmann | Niemcy          | 22,61 | q     |
| 8.      | 8   | Matthew Kidd       | Wielka Brytania | 23,26 |       |

### Półfinał[2]

#### Wyścig 1
| Pozycja | Tor | Zawodnik            | Narodowość      | Czas  | Uwagi |
| ------- | --- | ------------------- | --------------- | ----- | ----- |
| 1.      | 2   | Mark Foster         | Wielka Brytania | 21,95 | Q     |
| 2.      | 5   | Bartosz Kizierowski | Polska          | 22,12 | Q     |
| 3.      | 4   | Ołeksandr Wołyniec  | Ukraina         | 22,24 | q     |
| 4.      | 6   | Karel Novy          | Szwajcaria      | 22,26 | q     |
| 5.      | 1   | Ewout Holst         | Holandia        | 22,30 | q     |
| 6.      | 7   | Indrek Sei          | Estonia         | 22,39 |       |
| 7.      | 8   | Denis Pimankov      | Rosja           | 22,46 |       |
| –       | 3   | Peter Mankoc        | Słowenia        | DSQ   |       |

#### Wyścig 2
| Pozycja | Tor | Zawodnik            | Narodowość | Czas  | Uwagi |
| ------- | --- | ------------------- | ---------- | ----- | ----- |
| 1.      | 4   | Stefan Nystrand     | Szwecja    | 21,86 | Q     |
| 2.      | 5   | Wiaczesław Szyrszow | Ukraina    | 22,24 | Q     |
| 3.      | 8   | Stephan Kunzelmann  | Niemcy     | 22,29 | q     |
| 4.      | 2   | Duje Draganja       | Chorwacja  | 22,34 |       |
| 5.      | 6   | Christophe Buehler  | Szwajcaria | 22,40 |       |
| 6.      | 3   | Thomas Winkler      | Niemcy     | 22,42 |       |
| 7.      | 7   | Ivo Benda           | Czechy     | 22,51 |       |
| 8.      | 1   | Pavel Lagoun        | Białoruś   | 22.55 |       |

### Finał[3]
| Pozycja | Tor | Zawodnik            | Narodowość      | Czas  | Uwagi |
| ------- | --- | ------------------- | --------------- | ----- | ----- |
| 1 !     | 4   | Stefan Nystrand     | Szwecja         | 21,52 |       |
| 2 !     | 5   | Mark Foster         | Wielka Brytania | 21,60 |       |
| 3 !     | 6   | Ołeksandr Wołyniec  | Ukraina         | 21,70 |       |
| 4.      | 3   | Bartosz Kizierowski | Polska          | 21,77 |       |
| 5.      | 2   | Wiaczesław Szyrszow | Ukraina         | 22,21 |       |
| 6.      | 1   | Stephan Kunzelmann  | Niemcy          | 22,33 |       |
| 7.      | 8   | Ewout Holst         | Holandia        | 22,45 |       |
| 8.      | 7   | Karel Novy          | Szwajcaria      | 22.50 |       |